# M-Base
Il termine M-Base è usato in diversi modi. Negli anni '80, un collettivo di giovani musicisti afroamericani tra cui Steve Coleman, Graham Haynes, Cassandra Wilson, Geri Allen, Robin Eubanks e Greg Osby emerse a Brooklyn con un suono nuovo di zecca e idee specifiche sull'espressione creativa. Usando un termine coniato da Steve Coleman, hanno chiamato queste idee "M-Base-concept" ("Concetto M-Base"), abbreviazione di "Macro-Basic Array of Structured Extemporization" ("array macro-base di improvvisazione strutturata") e la critica ha usato questo termine per classificare la musica di questo panorama musicale come uno stile jazz. Ma Coleman ha sottolineato che "M-Base" non denota uno stile musicale ma un modo di pensare alla creazione di musica. Coleman rifiuta anche la parola "jazz" come etichetta per la sua musica e la tradizione musicale rappresentata da musicisti come John Coltrane, Charlie Parker, Louis Armstrong, ecc. Tuttavia, i musicisti del movimento M-Base, che comprendeva anche ballerini e poeti, cercavano linguaggi musicali creativi comuni, quindi le loro prime registrazioni mostrano molte somiglianze che riflettono le loro idee comuni, le esperienze di lavoro insieme e il loro background culturale simile. Per etichettare questo tipo di musica, i critici jazz hanno stabilito la parola "M-Base" come uno stile jazz in mancanza di un termine migliore, distorcendone il significato originale.

## Musica associata al termine "M-Base"
Nel 1991 un numero significativo di partecipanti M-Base etichettati come "M-Base Collective" registrarono il CD Anatomy of a Groove. La maggior parte di loro in precedenza aveva già contribuito ai CD del sassofonista contralto Steve Coleman, la cui creatività è stata un fattore fondamentale in quel movimento, sebbene rifiutasse di essere chiamato il suo leader o fondatore. Coleman e il suo amico Greg Osby, che suona il sassofono contralto in uno stile affine, guidarono insieme il gruppo "Strata Institute" che registrò due CD, il secondo con il sassofonista tenore Von Freeman come ulteriore leader. Sotto il nome di Osby, a partire dal 1987 sono stati pubblicati numerosi CD con un carattere specifico che hanno coniato anche la percezione del jazz "M-Base". Il sassofonista tenore e flautista Gary Thomas ammise di non avere preso parte all'iniziativa M-Base, ma si unì a loro, e c'erano somiglianze nel suo modo di suonare. Può essere ascoltato nelle registrazioni di "Coleman und Osby" ed anche i suoi CD sono etichettati come "M-Base-style". Tutti e tre i sassofonisti hanno contribuito al CD Jump World della cantante Cassandra Wilson.
Il pianista Andrew Hill ha detto di Greg Osby: "Ha un incredibile senso del ritmo e dell'accuratezza armonica, e sceglie le note giuste con una precisione che non è comune alle persone con la sua versatilità tecnica. È diventato un artista a tutto tondo che sa suonare vari stili estremamente bene, meglio di molti altri". Greg Osby ha detto di Gary Thomas: "È estremamente intelligente e ha una capacità di assorbimento che supera quella della maggior parte delle persone che conosco [...] Ha un suo metodo compositivo e di improvvisazione che secondo me non ha eguali. È il mio sassofonista tenore preferito sulla scena contemporanea". Il clarinettista e compositore Don Byron definì Steve Coleman "una personalità eccezionale nella storia della musica americana".
Gli antecedenti a M-Base furono identificati dal critico jazz Bill Milkowski come la band guidata dal bandleader Miles Davis, presente in registrazioni come Agharta del 1975; ha notato la combinazione delle linee aspre del sassofono di Sonny Fortune in cima ai groove sincopati eseguiti dalla sezione ritmica del batterista Al Foster, del bassista Michael Henderson e del chitarrista ritmico Reggie Lucas.

## Storia approfondita
Le idee del concetto di M-Base erano in gran parte incompatibili con le esigenze del mondo della musica. La maggior parte dei partecipanti al movimento M-Base si rivolse alla musica più convenzionale. La musica blues e folk di Cassandra Wilson era abbastanza adatta per un adattamento al gusto di un pubblico più ampio. La Wilson firmò un contratto con la Blue Note Records fin dal 1993. Sebbene due delle registrazioni di Gary Thomas siano state apprezzate da DownBeat, aveva solo un contratto con una piccola compagnia europea e le sue opportunità di esibirsi erano praticamente limitate all'Europa. Dal 1997 ha sospeso la sua carriera di bandleader per insegnare al Peabody Music Institute. Greg Osby firmò con la Blue Note Records nel 1990 e sviluppò uno specifico equilibrio tra un maggiore rispetto per la tradizione e il mantenimento della sua nuova direzione. Nel 2008 Osby lanciò la sua piccola etichetta. Steve Coleman ha sviluppato ulteriormente la sua musica secondo il concetto M-Base. Negli anni '90 i suoi CD furono pubblicati dalla major BMG. Da allora in poi divenne di nuovo praticamente un artista underground negli Stati Uniti in quanto la sua musica era disponibile solo come importazione, distribuita da una piccola etichetta francese. Nel 2007 la piccola etichetta di John Zorn, la Tzadik Records, pubblicò un CD solista di Coleman. Nel 2010 la piccola etichetta Pi Recordings iniziò a pubblicare le registrazioni di Steve Coleman.
Anche se la linea musicale inizialmente chiamata "M-Base" divenne più che mai focalizzata su Steve Coleman, un certo numero di musicisti più giovani (es. una serie di batteristi eccellenti) hanno dato contributi creativi sostanziali alla sua musica e la sua influenza è rintracciabile in diversi campi musicali, sia in termini di tecnica musicale che di significato della musica. Il pianista Vijay Iyer, scelto come "Musicista jazz dell'anno 2010" dalla Jazz Journalists Association, ha detto, "È difficile esagerare l'influenza di Steve [Coleman]. Ha influenzato più di una generazione, come chiunque altro a partire da John Coltrane. Non è solo possibile collegare i punti suonando sette o 11 battute. Ciò che sta dietro la sua influenza è questa prospettiva globale sulla musica e sulla vita. Ha un punto di vista su quello che fa e perché lo fa".

## Il concetto del M-Base
Steve Coleman ha spiegato gli elementi sostanziali del concetto come:
- improvvisazione e struttura
- rilevanza contemporanea
- la musica come espressione dell'esperienza di vita
- crescita attraverso la creatività e l'ampliamento filosofico
- uso di concetti non occidentali

Il concetto di M-Base ricorda l'energia creativa dei creatori del bebop, il loro collettivo sciolto e anche i loro obiettivi musicali. Il concetto non include il "jazz neoclassico", la musica libera senza strutture, la musica fusion, la musica che non è prevalentemente improvvisata o modellata rispetto ad aspetti commerciali.